# Ботанічний сад (станція МЦК)
Ботанічний сад (рос. Ботанический сад) — зупинний пункт/пасажирська платформа Малого кільця Московської залізниці, яка обслуговує маршрут міського електропоїзда — Московське центральне кільце. Відкрита 10 вересня 2016 року.
Найменована по Головному Ботанічному саду РАН що розташовано неподалік. Платформа Ботанічний сад стане частиною однойменного транспортно-пересадного вузла, до складу якого увійде також станція метро «Ботанічний сад» Калузько-Ризької лінії.
Зупинний пункт Ботанічний сад розташовано на межі районів Свіблово і Ростокіно Північно-Східного адміністративного округу. Виходи зі станції — до проїзду Серебрякова та 1-ї вулиці Леонова.

## Пересадки
- Метростанцію  Ботанічний сад
- Автобуси: 33, 61, 71, 134, 154, 185, 195, 428, 533, 603, 628, 789, н6

## Галерея

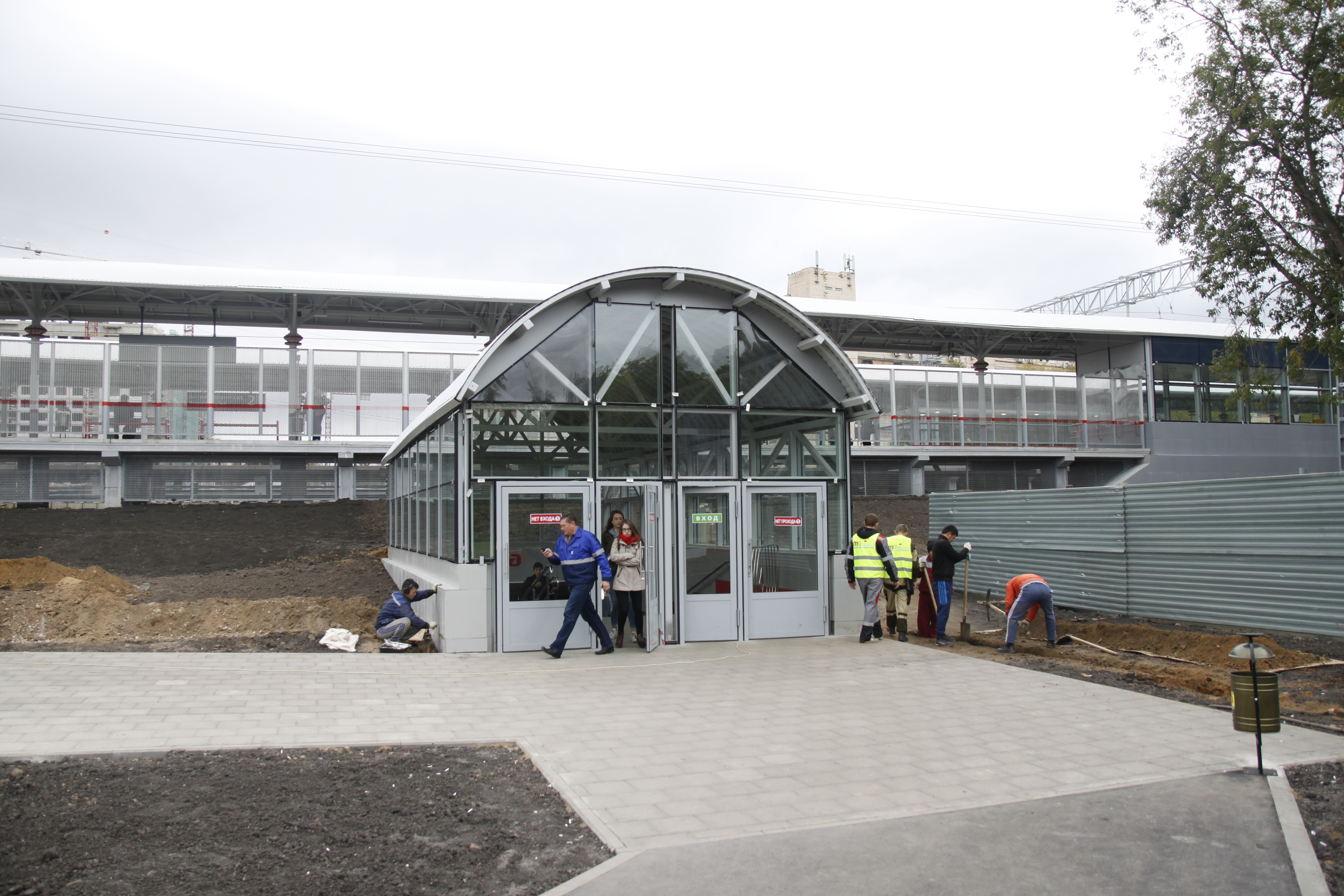
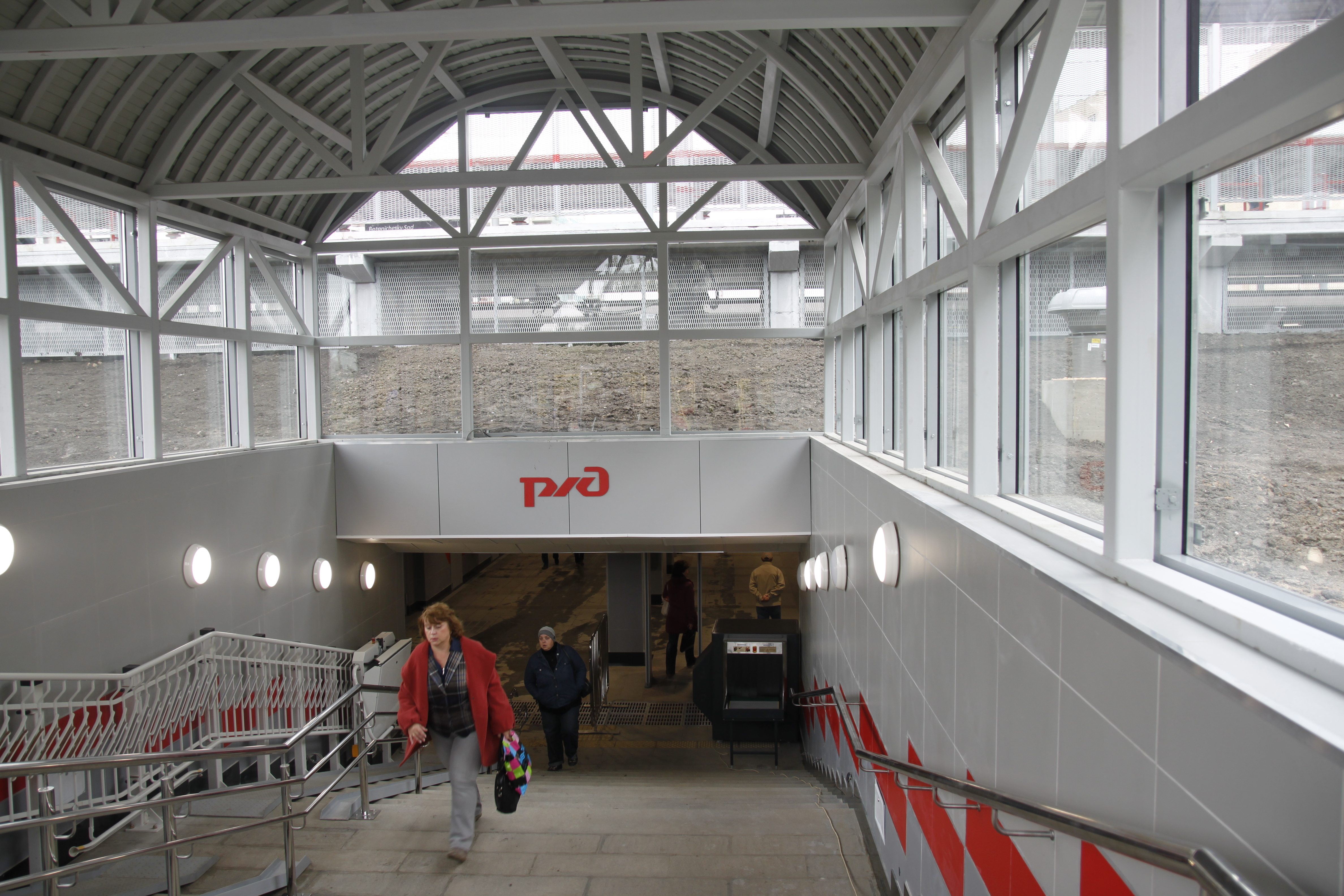
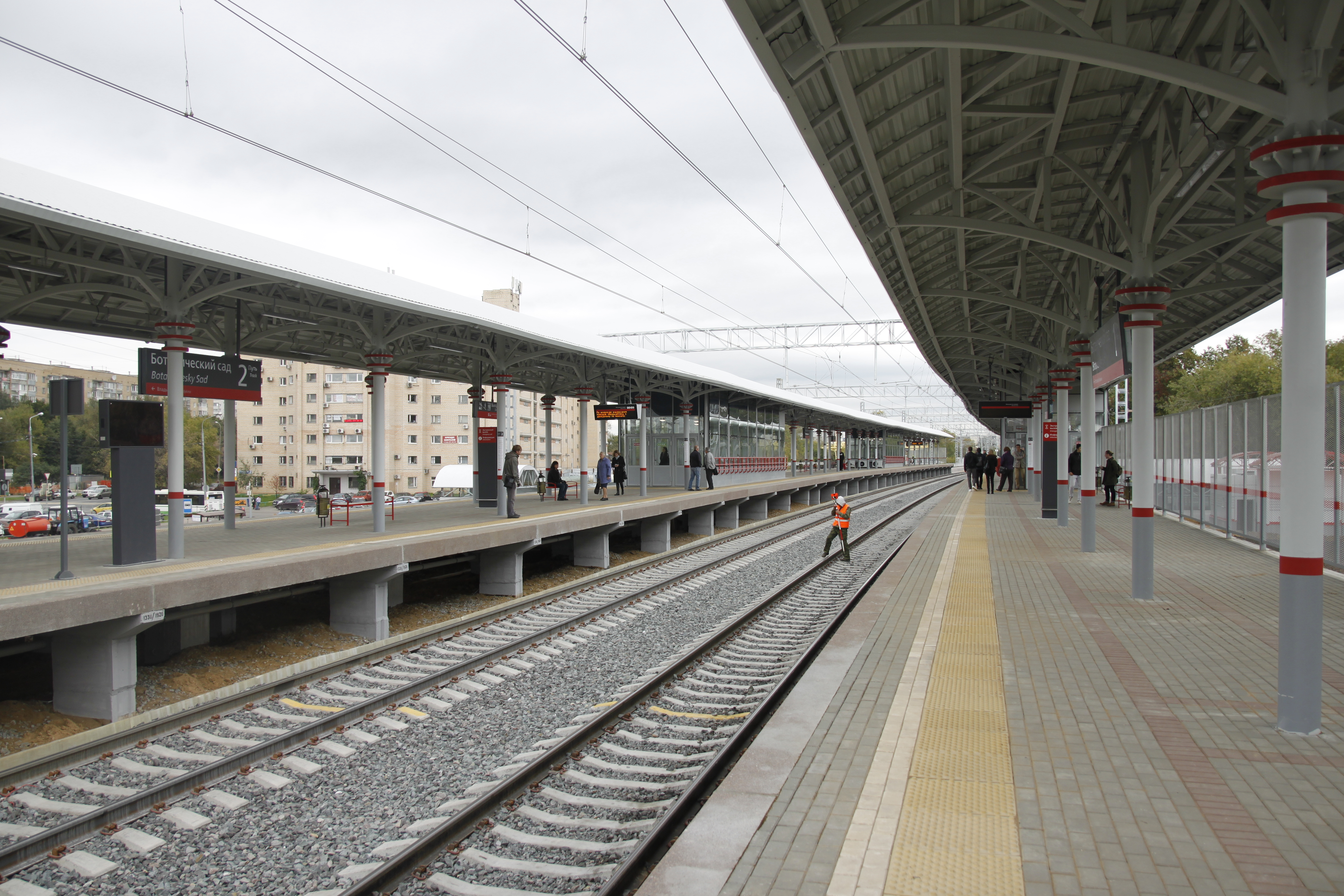
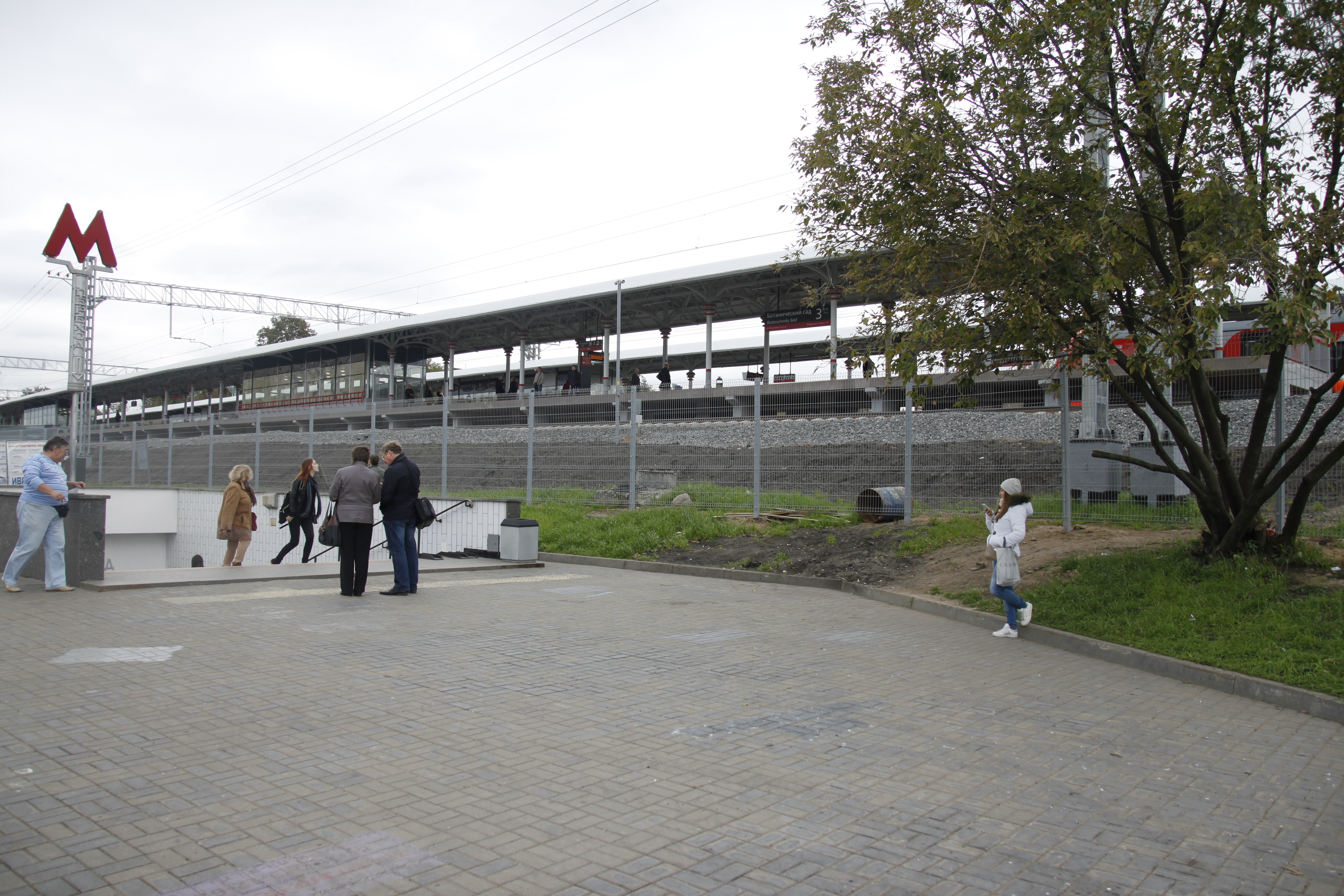

## Технічні особливості
Пасажирський зупинний пункт МЦК має дві високі платформи з напівкруглими навісами — берегову та острівну. Берегова платформа одноколійна, її використовують для зупинки електропоїздів, прямуючих за годинниковою стрілкою; острівна двоколійна, внутрішню колію використовують для зупинки електропоїздів, проти годинникової стрілки. Вхід на платформи здійснюють через підземний пішохідний перехід, що закінчується критими скляними наземними вестибюлями з боків від платформи. У підземний перехід інтегрований касово-турнікетний павільйон, від якого є виходи до платформ. На станції заставлено тактильне покриття.